# ایخی سنار
ایخی سنار (انگلیسی: Ekhi Senar؛ زادهٔ ۲۶ آوریل ۱۹۹۰) بازیکن فوتبال اهل اسپانیا است.
از باشگاه‌هایی که در آن بازی کرده‌است می‌توان به باشگاه فوتبال اوئسکا اشاره کرد.